# Микьель, Витале II
Витале II Микьель (итал. Vitale II Michiel; ? — 28 мая 1172, Венеция) — 38-й венецианский дож (1156 год—1172 год).
С момента избрания дожем Витале II Микьель придерживался нейтралитета в итальянской кампании Фридриха I Барбароссы, однако дальнейшие действия Фридриха I направленные против ломбардских городов заставили его нарушить нейтралитет. Четыре итальянских города — Милан, Крема, Бреша и Пьяченца — под руководством римского папы Адриана IV объединились против Фридриха I. Последующая смерть Адриана IV и попытка Фридриха I посадить на папский престол кардинала Октавиана вызвали хаос. Вынужденная выбирать между папами Венеция предпочла законного представителя — Александра III. Фридрих I попытался организовать против Венеции трёх её соседей: Падую, Верону и Феррару, однако Венеция легко дала отпор этим городам. К 1167 году, когда Барбаросса после эпидемии чумы, поразившей его войско, отступил из Рима, 16 городов Италии объединились в Ломбардскую лигу, чтобы противостоять ему. Венеция была учредителем лиги, предоставив ей флот для передвижения по рекам.
В начале 1171 года возник конфликт между Венецией и Византией. Император Мануил Комнин, настроенный против венецианцев, воспользовался нападением в Константинополе на генуэзцев как формальным поводом и велел арестовать всех венецианцев в империи и конфисковать их имущество. Для похода против Византии дож Витале II Микьель подготовил 120 судов и в сентябре 1171 года вышел из Венеции. Однако византийские послы заверили дожа, что Мануил хочет мира и Микьель, поверив им, послал в Константинополь эмиссаров для переговоров, в числе которых был будущий дож Энрико Дандоло. Во время ожидания результатов переговоров на венецианских кораблях вспыхнула чума, поразившая почти всех людей. Когда прибывшие послы доложили что Мануил крайне плохо обошёлся с ними и хочет только потянуть время для укрепления обороны, у Микьеля не оставалось иного выбора, как вернуться в Венецию. 28 мая 1172 года он выступил перед общим собранием, защищая свои решения, однако толпа во дворе требовала смерти дожа, провалившего военную кампанию и принёсшего в Венецию чуму. Пытавшийся бежать дож был заколот кинжалом на набережной возле Соломенного моста. Убийца был казнён, дом убийцы был снесён, и было принято решение не строить на этом месте каменных домов, которое выполнялось до середины XX века. Только в 1948 году на этом месте была построена гостиница «Даниели».